# Margit porosz királyi hercegnő
Margit porosz királyi hercegnő, férjezett Margit hessen–kasseli tartománygrófné (németül: Prinzessin Margarethe von Preußen, Landgräfin von Hessen-Kassel, teljes nevén Margarethe Beatrice Feodora; Potsdam, 1872. április 22. – Kronberg, 1954. január 22.) porosz királyi és német császári hercegnő, házassága révén hessen–kassel–rumpenheimi tartománygrófné, Finnország királynéja és Hessen–Kassel címzetes tartománygrófnéja.

## Élete

### Származása és gyermekkora
Margit porosz királyi hercegnő 1872. április 22-én jött világra a potsdami Neues Palais-ban III. Frigyes német császár (1831–1888) és Viktória brit királyi hercegnő (1840–1901) nyolcadik gyermekeként, egyben negyedik leányaként. Édesapja még csupán trónörökösi rangban volt születésekor, a porosz királyi címet a hercegnő nagyapja viselte. Édesanyja a brit királyi családól származott, Viktória brit királynő legidősebb leánya volt. E rokoni szál révén a brit uralkodónő jelentős befolyást gyakorolt gyermekeire és unokáira egyaránt.
Nevét keresztanyja, Margit olasz királyné után kapta, keresztapja II. Péter brazil császár volt. Családi körben Mossy volt a beceneve mivel keresztelésekor mohára emlékeztető, rövid haja volt. Legfiatalabb testvére, Zsófia hercegnő és ő nagyon közel álltak édesanyjukhoz – eltérően idősebb testvéreiktől, akik jóformán mindannyian szüleiktől eltérő politikai nézetet vallottak és feszült viszonyban álltak. Margit hercegnő édesapja halála után egyik legfőbb támaszává vált özvegyen maradt édesanyjának, ugyanakkor egybetartotta a családot is, jó kapcsolatot kiépítve még a távolabbi rokonsággal is. A hercegnőnek boldog gyermekkorban volt része; egyike lett a porosz uralkodócsalád legnépszerűbb tagjainak.

### Házassága és gyermekei

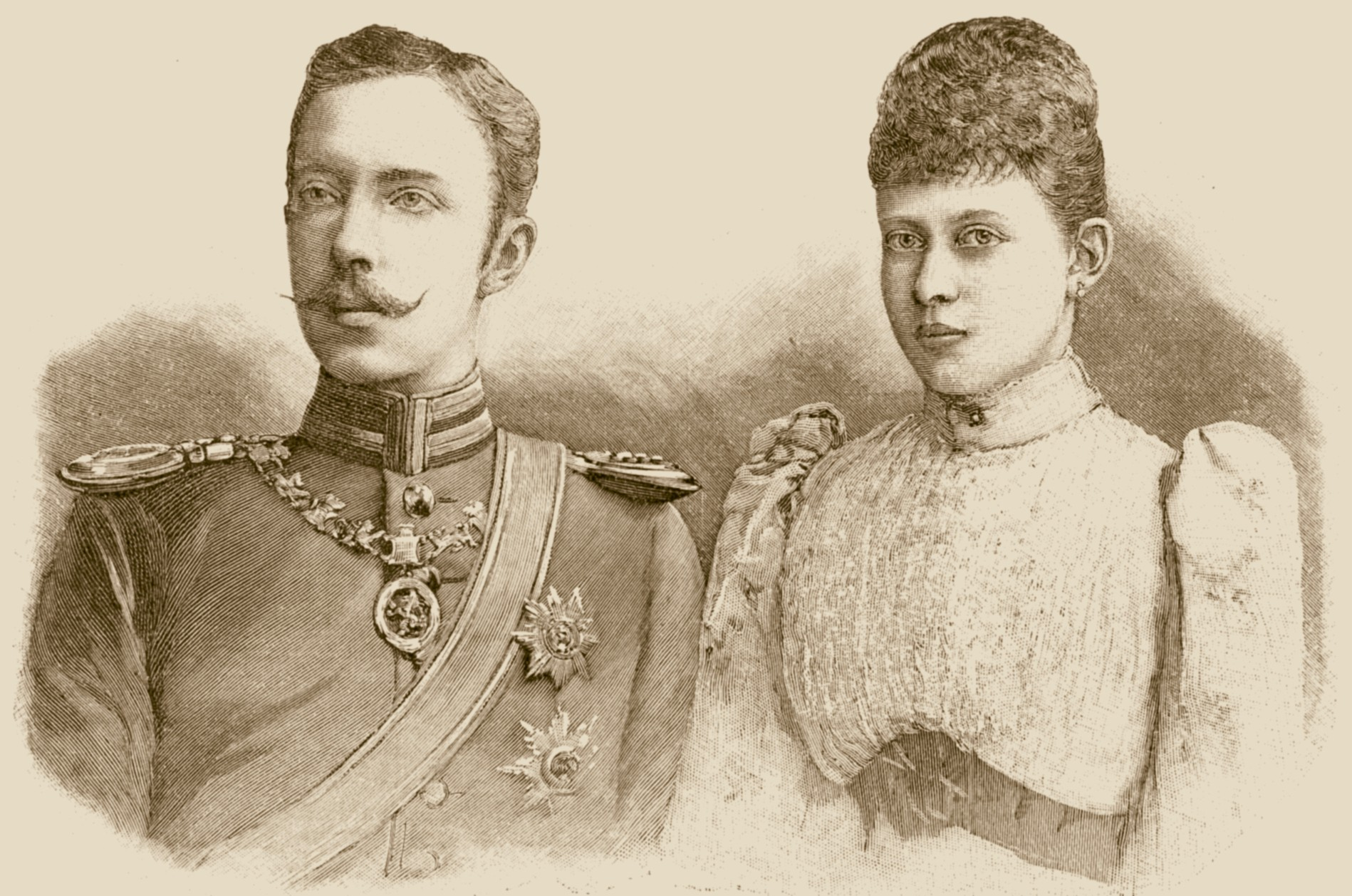
Margit hessen–kasseli hercegné és férje (1893)

Margit porosz hercegnő eleinte Miksa badeni herceg iránt táplált gyengéd érzelmeket, a herceg azonban nem viszonozta azokat. A hercegnő ekkor a badeni herceg egyik közeli barátját választotta, és elfogadta leánykérését. Frigyes Károly hessen–kasseli tartománygróf (1868–1940) a hessen–kasseli uralkodócsaládból származott, annak tartománygrófi (Landgraf) ágából. A herceg bátyja viselte a címzetes hessen–kasseli tartománygrófi címet, éppen ezért Frigyes Károly herceg nem rendelkezett jelentős vagyonnal és politikai befolyással. Ugyan Margit hercegnő édesanyja egyetértett leánya választásával, de legidősebb bátyja csak vonakodva adta beleegyezését a frigybe a vőlegény „jelentéktelenségére” való tekintettel. A jegyespár ráadásul a vőlegény édesanyja révén – aki porosz hercegnőként született – másodfokú unokatestvéri rokonságban állt.
Frigyes Károly hesseni tartománygróf és Margit porosz királyi hercegnő esküvőjét 1893. január 25-én tartották a berlini császári palotában a menyasszony szüleinek házassági évfordulóján. A házaspár első otthonául a hesseni uralkodóház rumpenheimi kastélya szolgált. 1901-ben a hercegnő megörökölte édesanyjától a Friedrichshof-kastélyt, ami jóval impozánsabb és nagyobb volt addigi lakhelyüknél. Noha a korban lealacsonyítónak számított egy férfi számára felesége házában lakni, felesége óhajára Frigyes Károly mégis átköltözött a megörökölt rezidenciába. A házaspár itt alakította ki végleges otthonát, gyermekeik is itt nőttek fel. A házasságban egyértelműen a makacs természetű, határozott egyéniségű porosz hercegnő játszotta a domináns szerepet; ennek ellenére kapcsolatát férjével végig harmónia jellemezte. Mindketten nagy népszerűségnek örvendtek a családi körben és a nyilvánosság előtt egyaránt.
Frigyes Károly hessen–kasseli tartománygróf és Margit porosz királyi hercegnő házasságából hat gyermek született, köztük két ikerpárral:
- Frigyes Vilmos (1893–1916), gyermektelenül halt meg
- Miksa Frigyes (1894–1914), gyermektelenül halt meg
- Fülöp (1896–1980), később Hessen–Kassel címzetes tartománygrófja, felesége Matild olasz királyi hercegnő
- Wolfgang Móric (1896–1989), felesége Mária Alexandra badeni hercegnő
- Kristóf Ernő (1901–1943), felesége Zsófia görög hercegnő
- Richárd Vilmos (1901–1969), gyermektelenül halt meg.

### Címzetes hessen–kasseli tartománygrófnéként
Az első világháború kitörésekor a család idősebb fiai csatlakoztak a német hadsereghez. A háború első évében, október 13-án elesett Margit hercegnő másodszülött fia és legkedvesebb gyermeke, aki egy sortűzben halálos sérülést szerzett. A belga fronton harcoló herceget a helyi lakosság titokban eltemette, miután értesültek származásáról és a német császárral való rokoni kapcsolatáról. A helyi lelkész egészen addig megtagadta a sírhely azonosítását, amíg a német csapatok el nem hagyták az országot, és ki nem fizették a kártérítést. A maradványokat Wolfgang herceg közbenjárására az angolok által kifejtett nyomás hatására a belga hatóságok végül kiadták, így a herceget családja mauzóleumában temethették el. A világháború közepén, 1916. szeptember 16-án a romániai hadszíntéren közelharc közben esett el a család elsőszülött fiúgyermeke, Frigyes Vilmos herceg.
1918 októberében a nemrégiben függetlenedett Finnország trónját porosz kapcsolatai miatt Frigyes Károly hercegnek ajánlották fel. Október 9-én a herceg elfogadta a finn trónt, ezáltal felesége finn királyné lett. Ténylegesen nem foglalhatták el a trónt, mert a német vereségek hatására a herceg még abban az évben december 14-én lemondott finn királyi címéről. A világháború végezetével kikiáltották a német köztársaságot, de a hesseni uralkodóház vagyonát nem államosították, és a családnak sem kellett száműzetésbe vonulnia. 1925. március 15-én rangon aluli házasságkötése miatt Sándor Frigyes hessen–kasseli herceg lemondott címzetes tartománygrófi rangjáról, melyet legidősebb öccseként Frigyes Károly herceg kapott meg. Margit porosz hercegnő ily módon az uralkodócsalád fejének feleségeként címzetes hessen–kasseli tartománygrófné lett.
Margit hercegnő harmadik fia, Fülöp herceg az olasz király leányát, Matild hercegnőt vette feleségül, így kerülve közel a fasizmushoz. Hitler kihasználta a hesseni herceget: kapcsolatai révén remélt közelebb kerülni a fasiszta olasz kormányhoz. 1939-ben a herceg még a német diktátor belső személyzetébe is bekerült, ugyanakkor a herceg már a második világháború legelején ráébredt a nácizmus kegyetlenségére. Képtelen volt lemondani és visszavonulni pozíciójából, ezért hamis útlevelek kiállításával próbált meg segíteni a zsidókon. Pénzét és helyzetéből adódó hatalmát felhasználva hamis okmányokat juttatott zsidó családokhoz, és lehetővé tette holland földre történő szökésüket. A nyilvánosság előtt továbbra is a nácik egyik vezetője és az olasz kapcsolatok irányítója volt. Olaszország kapitulálása után a náci kormány és a Führer őt tette meg bűnbaknak, a herceget és feleségét is koncentrációs táborba zárták. Margit hercegnő ötödik fia, Kristóf herceg szintén szimpatizált a nácikkal, és csatlakozott a német hadsereghez. A sztálingrádi csata után kiábrándult a nácikból és a háborúból, ki akart lépni a pártból és a seregből egyaránt. A párt a herceget családja megfenyegetésével próbálta visszatartani. A herceg 1943. október 7-én egy légi balesetben vesztette életét. Szintén a világháború folyamán, 1940. május 28-án hunyt el Margit hercegnő férje.
A második világháború alatt és utána is Margit hercegnő volt a hessen–kasseli család nem hivatalos feje és összetartója. A világháború alatt felügyelte unokái nevelését és gondozását, illetve megpróbálta fenntartani azt az életszínvonalat és környezetet a családi kastélyban, melyet még saját szülei alakítottak ki. 1945-ben a friedrichshofeni kastély az amerikai hadsereg kezébe került. Margit hercegnő és fia, Wolfgang Móric az amerikaiaktól való félelmükben eltemették a családi ékszereket a pincében. Amerikai tisztek azonban rábukkantak a tárgyakra, és kicsempészték azokat az országból. Margit hercegnő csak 1946-ban fedezte fel a lopást, amikor egyik menye újraházasodott, és az esküvőre készültek. Az ügyet bíróság elé vitték, a tetteseket elfogták, a család azonban csak az ellopott értékeknek alig tíz százalékát kapta vissza.
Margit porosz királyi hercegnő és címzetes hessen–kasseli tartománygrófné 1954. január 22-én hunyt el nyolcvanegy éves korában a kronbergi kastélyban, testvérei közül a legtovább élőként. A hessen–kasseli uralkodóház hagyományos temetkezési helyén, a kronbergi kastély mauzóleumában temették el férje oldalára.